# Трапер Крик (Аљаска)
Трапер Крик (енгл. Trapper Creek) насељено је место без административног статуса у америчкој савезној држави Аљаска.

## Демографија
По попису из 2010. године број становника је 481, што је 58 (13,7%) становника више него 2000. године.
| Група             | 2000.       | 2010.       |
| Белци             | 367 (86,8%) | 414 (86,1%) |
| Афроамериканци    | 1 (0,2%)    | 2 (0,4%)    |
| Азијати           | 2 (0,5%)    | 5 (1,0%)    |
| Хиспаноамериканци | 5 (1,2%)    | 5 (1,0%)    |
| Укупно            | 423         | 481         |